# Establo Ōshima

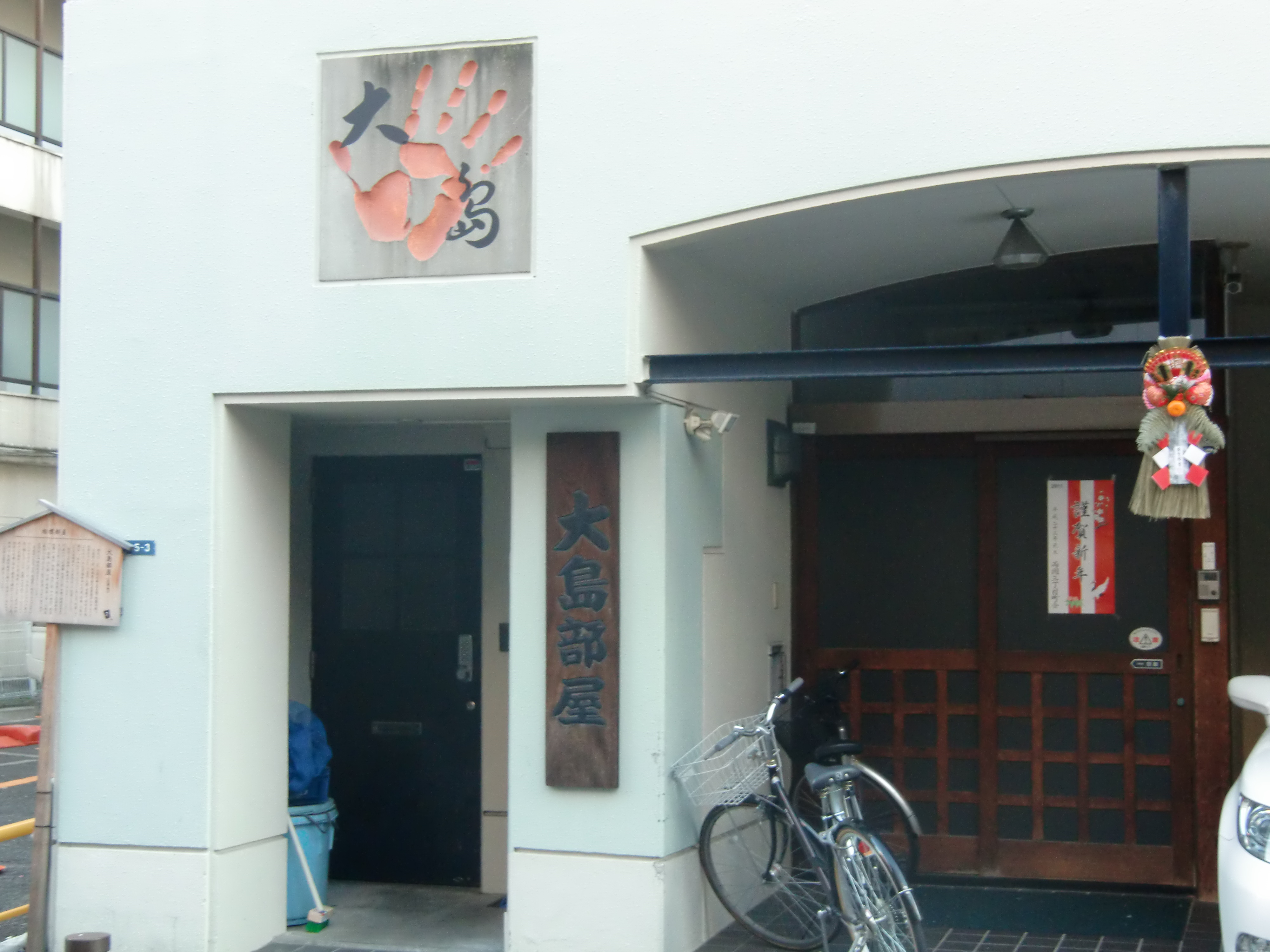
Entrada principal del difunto Establo Ōshima

El Establo Ōshima (大島部屋, Ōshima-beya) fue un establo de entrenamiento de sumo profesional. El recinto formó parte del ichimon Tatsunami. Fue fundado en 1980 por el ex ōzeki Asahikuni tras independizarse del establo Tatsunami. El maestro Tatsunami se opuso a que alguno de sus luchadores fundase un nuevo establo, y este no le hablo a Ōshima hasta que Asahifuji fue promovido al rango de ōzeki en 1987. Ōshima produjo un total de diez sekitori, todos ellos habiendo llegado a la división makuuchi.
En sus últimos años, el luchador de más rango en el establo Ōshima fue el veterano mongol Kyokutenhō, el cual obtuvo la nacionalidad japonesa y fue visto como el sucesor del maestro Ōshima. Sin embargo, después de que Kyokutenhō expresase su deseo de continuar su carrera como luchador, el establo se vio en la obligación de cerrar sus puertas el 25 de abril de 2012 cuando el maestro Ōshima alcanzó la edad de retiro obligatoria a los 65 años. Todos sus luchadores (incluyendo a Kyokutenhō) fueron transferidos al establo Tomozuna. Kyokutenhō asumió el control del establo Tomozuna en 2017 y luego lo renombró como el establo Ōshima en 2022.

## Nombres de ring
La gran mayoría de los luchadores de este establo solían adoptar nombres de ring o shikona con el prefijo "Asahi" o "Kyoku" (旭), significando amanecer, y extraído del nombre del maestro y fundador del establo, el ex ōzeki Asahikuni.

## Dueños
- 1980–2012: El segundo (2°) Ōshima (ex ōzeki Asahikuni)

## Exluchadores destacados
- Asahifuji (el sexagésimo tercer (63°) yokozuna)
- Kyokutenhō (ex sekiwake)
- Kyokudōzan (ex komusubi)
- Asahiyutaka (ex komusubi)
- Kyokushūzan (ex komusubi)
- Kyokunankai (ex maegashira)
- Kyokugōzan (ex maegashira)
- Kyokushūhō (ex maegashira)
- Kyokutaisei (ex maegashira)
- Asahisato (ex maegashira)
- Asahishō (ex maegashira)

## Gyōji
- Kimura Shozaburo (san'yaku gyōji, de nombre real: Saburo Hatakeyama)
- Kimura Hisayuki (makuuchi gyōji, de nombre real: Toshikazu Hata)

## Yobidashi
- Akira (makuuchi yobidashi, de nombre real: Toshiyuki Ichikawa)

## Ubicación y acceso
3-5-3 Ryōgoku, barrio especial de Sumida, Tokio. A 10 minutos caminando desde la estación Estación Ryōgoku.